# Convent franciscà de Dubrovnik
El convent franciscà de Dubrovnik és un edifici singular de la ciutat de Dubrovnik a Croàcia, situat a la part vella o Grad, a l'esquerra entrant per la porta de Pile. Es tracta d'un edifici monumental en què destaca la creu de l'església. Al seu interior, hi ha una farmàcia que va obrir les portes el 1391 i no ha tancat mai.

## Introducció a l'edifici
El visitant que entra a l'espai del monestir dels frares franciscans de Dubrovnik veu un dels seus dos patis. Es tracta d'un pati inferior que s'ha passat a anomenar "Claustre gran". Els visitants que visiten les muralles de la ciutat poden veure des d'aquestes altures una part del pati superior, el "Petit claustre". El Claustre Gran, un objecte de construcció molt bonica, va ser objecte d'una rigorosa reforma des de l'any 2007 fins al 2013. Es van solucionar nombrosos desperfectes en el temps i molts que va patir el claustre en la guerra defensiva de la Pàtria. Després de la reforma, aquest valuós pati amb les seves nombroses obres d'art va lluir amb tota lluentor i va tornar a mostrar tota la seva bellesa i harmonia.

## Farmàcia
Abans que els franciscans s'instal·lessin a la ubicació actual, vivien al monestir de Sant Tomàs de Pile. Els relleus de marbre de l'actual púlpit de l'església franciscana, que es creu que van ser traslladats de l'església de Pile, ens porten a concloure que els franciscans eren farmacèutics mentre encara era Pile. Ho testimonien les figures dels sants Lluc i Maria Magdalena, tradicionalment associades a la medicina. Avui en dia es creu generalment que els franciscans de Dubronik van començar les activitats farmacèutiques després d'haver-se traslladat al nucli antic de la ciutat, l'any 1317. Aquest trasllat està documentat per escrit. A partir de les proves escrites i materials conservades se sap que inicialment la farmàcia estava situada a la part est del claustre, a l'espai on avui tenim la presentació museística de l'antiga farmàcia. Estava connectat amb el carrer. Funcionà en aquest lloc fins a l'any 1681 quan, per ordre del visitant general de l'Orde, es va haver de traslladar a la part nord del monestir, al Claustre Petit.

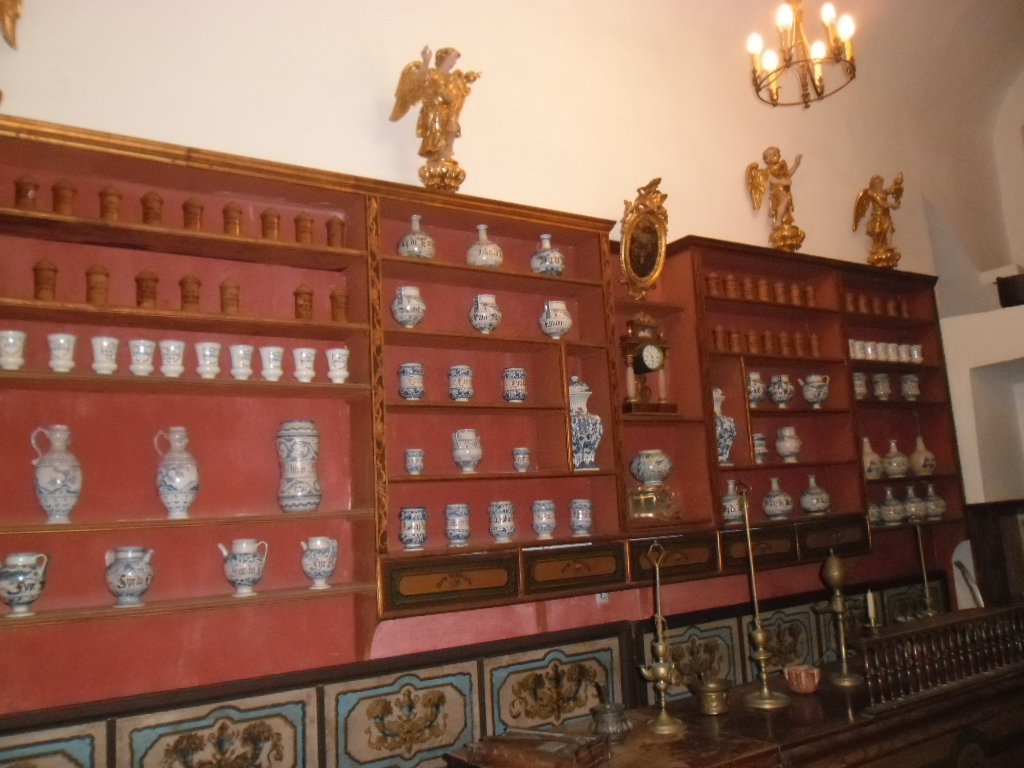
Antigues lleixes en la farmàcia

Va ocupar aquesta posició fins a l'any 1901 quan s'hi va habilitar un espai a la planta baixa, a l'entrada del monestir. Avui es troba allà. El supòsit, corroborat per la tradició i altres evidències de fet, que la farmàcia va funcionar des dels inicis fins a l'actualitat en l'àmbit de la mateixa institució, la classifica entre institucions úniques d'aquest tipus al món. La professió farmacèutica ha acceptat aquesta tesi. Sobre la base d'aquest fet, les organitzacions farmacèutiques professionals es van unir al 600 i el 700 aniversari del funcionament continu de la farmàcia franciscana de Dubrovnik. La celebració del 700 aniversari de la farmàcia va tenir lloc l'any 2017 a Dubrovnik juntament amb el simposi "700 anys d'activitat farmacèutica a Dubrovnik", que es va celebrar a les instal·lacions del monestir. Al costat d'estimats dignataris polítics, acadèmics i farmacèutics croats, la celebració va comptar amb la presència de Rajes K. Patel, president de la Cambra Mèdica de la Unió Europea i d'Eeva Teräsalmi, vicepresidenta de la Federació Farmacèutica Mundial.
La importància d'aquesta farmàcia que transcendeix les fronteres nacionals es basa en el fet que en un lloc, dins d'una casa, es poden seguir les fases de desenvolupament de la institució des d'un aromatori fins a una farmàcia moderna. El fet que la farmàcia hagi funcionat contínuament des de la seva creació i que ho hagi fet dins de la mateixa institució afegeix a la seva transcendència. És aquesta continuïtat institucional la que diferencia el nom d'aquesta farmàcia d'altres antigues farmàcies del món.
La farmàcia va continuar sent franciscana fins i tot després que les autoritats de la República Popular de Croàcia el 10 de juliol de 1947 revocassin als franciscans l'autorització per tenir una autèntica farmàcia. Malgrat aquesta anul·lació, el farmacèutic llicenciat franciscà Justin Vinko Velnic va treballar deu anys després a la farmàcia com a funcionari estatal. El 1960 l'estat va intentar nacionalitzar el local però no ho va aconseguir. Avui el local es lloga a la farmàcia "Dubrovnik", que forma part de les farmàcies públiques.
El 9 de juliol de 2019, el Ministeri de Cultura de la República de Croàcia va emetre una decisió que salvaguarda la farmàcia Frares Menors de Dubrovnik com a lloc del patrimoni cultural immaterial de la República de Croàcia, a la Llista de llocs del patrimoni cultural conservats. Aquesta escriptura va confirmar i, a més, salvaguardar els vincles indissolubles entre el material i el patrimoni immaterial, així com l'alt valor cultural de les exposicions farmacèutiques franciscanes, els seus espais i la producció de preparats farmacèutics tradicionals segons receptes d'antics frares.